# Promenade (Macke)
Promenade est une peinture réalisée à l'huile sur carton par l'artiste allemand August Macke, en 1913. Elle est conservée à la Galerie Lenbachhaus à Munich. Chronologiquement, c'est le premier des tableaux qu'il a créé après son installation à Hilterfingen en Suisse.

## Histoire
À l'automne 1913, Macke, sa femme et son fils, s'installèrent en Suisse à Hilterfingen, au bord du lac de Thoune, où il passèrent huit mois, de septembre 1913 à mai 1914. Le tableau Promenade est le premier créé pendant cette période, et le premier où Macke utilise le motif d'une promenade dans un parc près d'un pont et de l'eau. L'influence de la peinture française contemporaine, surtout de l'œuvre de Robert Delaunay, fut décisive pour Macke. Selon sa femme, Elisabeth Erdmann-Macke, dans ses dernières peintures on peut remarquer la « légèreté des couleurs, la luminosité merveilleuse, en particulier dans les tons verts des arbres, la transparence du bleu céleste, les taches solaires sur le sol, où les nuances passent du jaune brillant au brun-rouge profond ». Il peignait des figures humaines sans contrastes marqués, et sans les souligner par un contour clairement défini.
Dès 1910, Macke avait défini le but de son œuvre : « louer la nature ». Macke a créé ce qui pourrait être considéré comme le « paradis » de l'homme moderne avec des promenades tranquilles dans les rues de la ville, une détente sereine dans le parc, la voile et la natation.
Le tableau crée un sentiment de paix lors d'une journée ensoleillée et calme, où les personnes semblent en harmonie avec elles-mêmes et la nature.